# Łaziska (powiat kolski)
Łaziska – wieś w Polsce położona w województwie wielkopolskim, w powiecie kolskim, w gminie Babiak.
W latach 1975–1998 miejscowość należała administracyjnie do województwa konińskiego.
Zobacz też: Łaziska, Łaziska Górne